# طائر ما قبل التاريخ
طيور ما قبل التاريخ هي كل أنواع الطيور التي انقرضت قبل أن يتم تسجيلها من قبل المصادر الحديثة، وهي معروفة من بقايا الحفريات ومنها الأركيوبتركس والتيروصورات والأرجنتافيز وطيور الرعب.